# Municipio de Skagen
El municipio de Skagen (en inglés: Skagen Township) es un municipio ubicado en el condado de Roseau en el estado estadounidense de Minnesota. En el año 2010 tenía una población de 235 habitantes y una densidad poblacional de 2,58 personas por km².

## Geografía
El municipio de Skagen se encuentra ubicado en las coordenadas 48°45′10″N 96°4′46″O / 48.75278, -96.07944. Según la Oficina del Censo de los Estados Unidos, el municipio tiene una superficie total de 90.93 km², de la cual 90,93 km² corresponden a tierra firme y (0 %) 0 km² es agua.

## Demografía
Según el censo de 2010, había 235 personas residiendo en el municipio de Skagen. La densidad de población era de 2,58 hab./km². De los 235 habitantes, el municipio de Skagen estaba compuesto por el 99,15 % blancos y el 0,85 % eran de una mezcla de razas. Del total de la población el 0 % eran hispanos o latinos de cualquier raza.